# Jean Baptiste Indian Reserve 28
Jean Baptiste Indian Reserve 28 är ett reservat i Kanada.   Det ligger i provinsen British Columbia, i den centrala delen av landet, 3 700 km väster om huvudstaden Ottawa. Jean Baptiste Indian Reserve 28 ligger vid sjön Tyhee Lake.
Omgivningarna runt Jean Baptiste Indian Reserve 28 är en mosaik av jordbruksmark och naturlig växtlighet. Trakten runt Jean Baptiste Indian Reserve 28 är nära nog obefolkad, med mindre än två invånare per kvadratkilometer.